# 半神

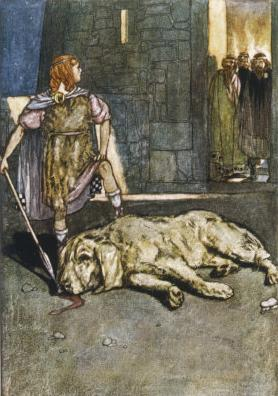
庫胡林殺死鐵匠庫林的猛犬，伊利諾‧霍爾的《名叫庫胡林的孩子》，史蒂芬‧瑞德畫，1904

半神，這個定義一般適用於父母中一位為神另一位為人類的神話人物，即是半人半神的存在。在某些神話中，有人類神化為神，或獲得了神級的力量的人類，有時也被人稱為半神。
比較著名的半神的例子包括：凱爾特神話中的庫胡林，蘇美爾王吉爾伽美什（實際上被認為有三分之二的神的血統），古日耳曼的樵夫安斯艾爾和希臘神話中的英雄赫拉克勒斯（對應羅馬神話的赫丘利）以及中國神話的二郎神。

## 中國的半神
中國神話中的半神多產生自道派神仙（多為女方）思凡入人間，與人類的女子或男子所產生的後代。值得注意的是，按照半神的定義，和人類的後代結合也可以認為是半神。中國神話中比較有名，且可考的半神為夏朝開國君主啟。

### 二郎神
二郎神本名楊戩，根據《西遊記》記載，其為“玉帝妹子思凡下界，配合楊君，生一男子，曾使斧劈桃山”。  他平日居於灌口，「聽調不聽宣」，平常不聽天庭命令，但危急時會接受天庭的派遣。

### 刘沉香
常見說法為三圣母与刘玺(字彦昌，又说名刘向)之子，西岳大帝与华山三夫人的外孙，舅舅是华山二郎（并非灌口二郎神）和华山三郎，拜霹雳大仙师父为师傅，霹雳大仙点化刘沉香，使其脱去凡胎，同时学得一身高强的本领，最終沈香劈山並救出了母亲。

## 希臘半神
很多希臘英雄的一個重要的屬性為他們的半神身份（也即他們會成為偉大英雄的重要理由之一），描繪他們的出生，也是希臘神話的重要組成部分。他們的父母中一方常常是偉大的神祇（特別是奧林匹斯十二主神），另一方是人類的男女（多為貴族身份）。他們父母的結合常常發生於其與人類偶發生關係的同夜（比如忒修斯的情況）或是人類那方被神祇秘密拜訪而完成交合（比如珀耳修斯的情況），因此他們一般會和完全為人類的兄弟姐妹作為孿生而一同出生，並有兩位父親（或母親）。因此他們注定具有偉大的力量和強大的天賦，超越人類的生死界限。 
希臘神話中男性的神和人類女子的後代大大多於女性的神和人類男性的後代，特別是主神宙斯，和無數人類女子有千絲萬縷的關係，並想方設法從他的正妻赫拉手中保護她們及他和她們的後代。這也是由希臘宗教信仰以及社會組成決定的，因為在古希臘，女性應該對其丈夫保持忠誠，而男性則被容忍可以具有多個情人，大多數的神祇即時遵從這個觀念，因此男性的神可以有很多人類的情人，而女性的神則不會或較少發生。

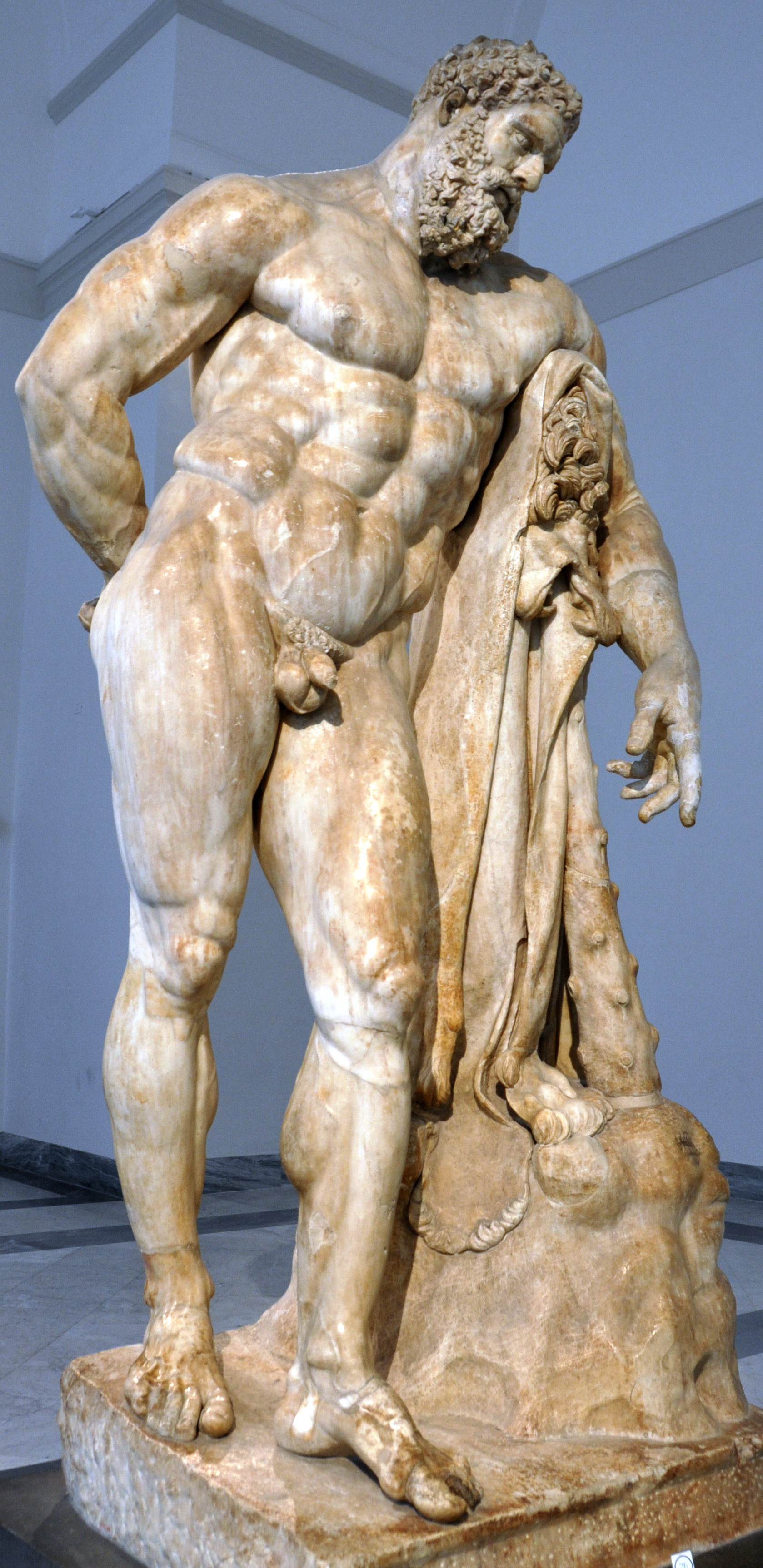
赫拉克勒斯，希臘神話中最偉大的半神

半神們明顯會比一般的人類更加的強壯，勇敢並迅速，他們的神祇父母往往會賦予他們特殊的能力。為了證明自己的英勇，他們常常會去除掉一般人類無法反抗的魔物怪獸，這樣讓他們的名字刻在神話歷史上。另外比如像赫拉克勒斯那樣為失去的榮譽而戰，或者為自己的家鄉而奮鬥，如忒修斯去殺掉米諾陶洛斯，以結束雅典人不得不對其的祭祀。
宙斯是很多英雄的父親，在這些英雄死後，因為他們偉大的事蹟和其父親特殊的身份常常被希臘人認為其的後代應該具有成為君主的權利並對其充滿了崇拜，對這些英雄的崇拜成為了希臘宗教的重要組成部分。而其中最偉大的半神赫拉克勒斯更成為一名特例，因為他死後被宙斯神化升上了奧林匹斯山，成為了真正的神。
根據諾思羅普‧弗萊的看法，當這些神話被羅馬的騎士文學文學所描寫時，半神的身份更加的為統治階層所利用。 亞歷山大大帝鼓勵神話記錄和創造者將他自己的血統刻畫為來自神秘的奧林匹斯山。他的傳奇一直流傳至古羅馬時代的結束，中世紀 湧現了大量的記載他的傳奇的文學。

### 赫拉克勒斯
赫拉克勒斯被認為是希臘神話中最偉大的半神，也是唯一死後升上奧林匹斯山成為真正神祇的半神。他是宙斯和底比斯王后阿爾克墨涅的兒子，雖然在赫拉的阻擾下失去了本屬於他的至尊王者的榮譽，但仍然用他的偉大天賦和能力完成了十二偉業。

## 苏美尔

### 吉尔伽美什
为乌鲁克国王和女神宁松之子，曾与恩奇杜远征雪松森林，然后打倒「胡姆巴巴」。后来还有消灭被女神伊丝塔派来闹人间的「古伽兰那」。

## 凯尔特神话

### 库胡林
也译作库·丘林（CuChulainn），为爱尔兰太阳神鲁格·麦克·埃索伦（Lugh mac Ethlenn）的儿子会各种武艺和魔法，武器是死棘之枪。

## 参看
半妖
异类婚恋
鬼胎:传说的人和鬼生的混血
半吸血鬼

## 腳註
1. ↑  《西遊記》，第六回觀音赴會問原因小聖施威降大聖，吳承恩
2. ↑  Ruck and Staples 1984, part 3; Kerenyi 1959.
3. ↑  健部伸明. . 幼福文化. 2024-06-01: 66. ISBN 9789862439128.
4. ↑  亚瑟·考特瑞尔（英）. . 新世纪出版社. 2011: 118页.
5. ↑  健部伸明. . 幼福文化. 2024-06-01: 63. ISBN 9789862439128.